# Chorizanthe membranacea
Chorizanthe membranacea Benth. – gatunek rośliny z rodziny rdestowatych (Polygonaceae Juss.). Występuje naturalnie w zachodnich Stanach Zjednoczonych – w Kalifornii oraz Oregonie. 

## Morfologia
PokrójRoślina jednoroczna dorastająca do 5–30 cm wysokości. Pędy są owłosione.
LiścieIch blaszka liściowa jest omszona od spodu i ma kształt od równowąskiego do odwrotnie lancetowatego. Mierzy 15–50 mm długości oraz 1–3 mm szerokości. Ogonek liściowy jest owłosiony i osiąga 1–5 mm długości.
KwiatyZebrane w wierzchotki jednoramienne, rozwijają się na szczytach pędów. Okwiat ma niemal obły kształt i barwę od białej do różowej, mierzy do 2–3 mm długości.
OwoceNiełupki o kulistym kształcie, osiągają 2–3 mm długości.

## Biologia i ekologia
Rośnie w zaroślach oraz na łąkach. Występuje na wysokości do 1400 m n.p.m. Kwitnie od kwietnia do lipca.